# Centro culturale islamico e moschea Omar
Il Centro culturale islamico e moschea Omar di Madrid (Spagna) è un edificio situato nel quartiere San Pascual di Madrid.
Ad ovest si affaccia sulla autopista M-30, per questo la costruzione è conosciuta anche come moschea della M-30.
Attualmente costituisce la prima Moschea Maggiore (masjid) della capitale, seguita dalla Moschea Centrale di Madrid, della comunità islamica di Madrid.

## Storia
Nel 1976, 18 paesi musulmani con rappresentazione diplomatica in Spagna firmarono un accordo per la costruzione di una moschea a Madrid.
Il progetto rimase però tale per 11 anni, fintanto che re Fahd dell'Arabia Saudita non finanziò la costruzione stanziando 2000 milioni di pesetas.
Dopo 5 anni di lavori, il 21 settembre del 1992, il monarca saudita e Juan Carlos I di Spagna inaugurarono l'edificio.
Il Regno dell'Arabia Saudita fu la guida amministrativa e spirituale del centro culturale fino al 2001, anno in cui la supervisione passa al "Colegio Concertado del èste". Attualmente la direzione è a carico dello sceicco Moneir Mahmud, sunnita di nazionalità egiziana, che è anche l'Imam principale della moschea.

## Descrizione
Il complesso, di 12.000 metri quadrati distribuito su 6 piani, conta, oltre ad una moschea con un collegio, di una biblioteca (finanziata con fondi proveniente da arabi, spagnoli, inglesi e francesi), due sale di esposizione, un, museo, un auditorio, una palestra, gli alloggi del direttore e dell'imam, un ristorante e una cafetteria.
La facciata del complesso è in marmo bianco, gli interni sono ispirati a quelli di Alhambra, a Granada.